# Les Bostoniennes (film)
Pour le roman du même nom, voir Les Bostoniennes
Pour plus de détails, voir Fiche technique et Distribution.
Les Bostoniennes (The Bostonians) est un film dramatique américano-britannique réalisé par James Ivory, sorti en 1984.
Il est adapté du roman Les Bostoniennes de Henry James.

## Synopsis
À Boston, à la fin du XIXe siècle, Olive, femme mûre et fortunée, austère et timide, célibataire, militante féministe, tente de s'approprier Verena, jeune femme ravissante et vive, possédant de remarquables dons d'oratrice, dons exploités par son père lors de soirées mondaines vouées à la cause des femmes. Olive accueille Verena chez elle, l'éduque, lui permet de vivre dans un cadre luxueux tout en l'y maintenant prisonnière. Olive est clairement et secrètement amoureuse de Verena. Mais celle-ci n'est pas insensible au charme d'un cousin d'Olive, journaliste ambitieux, épris d'elle au premier regard mais peu favorable aux idées d'émancipation des femmes. Verena va longtemps hésiter entre son penchant pour son soupirant tenace et sa reconnaissance envers Olive. Mais l'amour des deux jeunes gens l'emporte et Olive reprend avec un succès inattendu le flambeau de la cause des femmes.

## Fiche technique
- Titre : Les Bostoniennes
- Titre original : The Bostonians
- Réalisation : James Ivory
- Scénario : Ruth Prawer Jhabvala,d'après le roman éponyme d'Henry James
- Direction artistique : Don Carpenter, Tom Walden
- Décors : Leo Austin
- Costumes : Jenny Beavan, John Bright
- Photographie : Walter Lassally
- Montage : Mark Potter, Katherine Wenning
- Musique : Richard Robbins
- Production : Ismail Merchant (producteur), Paul Bradley et Connie Kaiserman (producteurs associés), Michael S. Landes et Albert Schwartz (producteurs exécutifs)
- Société de production : Merchant Ivory Production
- Distribution : Almi Pictures
- Pays d'origine : États-Unis, Grande-Bretagne
- Langue : anglais
- Format : Couleurs - 35 mm - Dolby
- Durée : 122 minutes
- Date de sortie : 2 août 1984

## Distribution
- Christopher Reeve : Basil Ransome
- Vanessa Redgrave : Olive Chancellor
- Jessica Tandy : Mlle Birdseye
- Madeleine Potter : Verena Tarrant
- Nancy Marchand : Mme Burrage
- Wesley Addy : Dr. Tarrant
- Barbara Bryne : Mme Tarrant
- Linda Hunt : Dr. Prance
- Charles McCaughan : Le policier du Music Hall
- Nancy New : Adeline
- John Van Ness Philip : Henry Burrage
- Wallace Shawn : Mr Pardon

### Distinctions
- Golden Globes 1985 :
  - Nommé au Golden Globe de la meilleure actrice dans un film dramatique pour Vanessa Redgrave

- Oscars 1985 :
  - Nommé à l’Oscar de la meilleure actrice pour Vanessa Redgrave
  - Nommé à l’Oscar des meilleurs costumes pour Jenny Beavan et John Bright